# Frédéric-Jean de La Hault
Frédéric-Jean de La Hault, né à Anvers le 15 février 1826 et mort à Spa le 24 juillet 1882, est un entrepreneur belge, promoteur de réseaux de tramways en France, Allemagne et Italie à la fin du XIXe siècle.
Fils de Charles de La Hault et d'Isabelle Gallis, il épouse le 22 septembre 1853 Coralie Adélaïde, vicomtesse du Toict, née le 6 décembre 1829 à Ixelles et morte à Bruxelles le 8 juin 1911.
Frédéric-Jean de la Hault est décrit à cette époque comme « attaché d'ambassade pour la Belgique, chevalier des ordres de Danebrog et de Charles III d'Espagne ».
De ce mariage sont issus Frédéric de La Hault (1860-1903) et Eugène Frédéric Adhémar de La Hault (1854-...., mécène de la science aéronautique).

## Réalisations
Agissant pour le compte de la Banque française et italienne, Frédéric de La Hault obtient la concession de réseaux de tramways hippomobiles dans des villes françaises, notamment Le Havre, Nancy et Marseille) qui ouvrent à partir de 1874.
Le 8 décembre 1875, de La Hault et la Banque française et italienne fondent la Compagnie générale française des tramways, qui devient rétrocessionnaire des réseaux nommés ci-dessus (transferts officialisés par décrets l'année qui suivit). Cette compagnie obtint par la suite la concession d'autres réseaux d'abord hippomobiles, comme à Toulon, Saint-Quentin ou Cambrai.
Hors de France, l'entrepreneur obtient également la concession de réseaux à Gênes, Cologne ou Francfort-sur-le-Main, où des sociétés ad hoc exploitèrent ultérieurement les réseaux (Kölnischen Straßenbahn-Gesellschaft, Frankfurter Trambahn-Gesellschaft).